# Mauvais Fils
Mauvais Fils (The Bad Son) est un téléfilm américain réalisé par Neill Fearnley, diffusé le 21 mai 2007 sur Lifetime.

## Synopsis
À Seattle, John David Finn est suspecté d'être un tueur en série. Ronnie et Mark vont alors enquêter sur le sujet, mais la mère du suspect travaillant dans la police va gêner la progression de l'enquête.

## Fiche technique
- Titre original : The Bad Son
- Titre français : Mauvais Fils
- Réalisation : Neill Fearnley
- Scénario : Richard Leder
- Société de production : Nasser Entertainment Group
- Pays d'origine :  États-Unis
- Langue originale : anglais
- Durée : 90 minutes

## Distribution
- Catherine Dent (VF : Véronique Augereau) : Ronnie McAdams
- Tom McBeath (VF : Michel Dodane) : Mark Petrocelli
- Ben Cotton (VF : Laurent Morteau) : John David Finn
- Marilyn Norry (VF : Claudine Grémy) : Frances Reynolds
- Paul Jarrett (VF : Pascal Casanova) : Gerry O'Connor
- Tegan Moss (VF : Céline Melloul) : Christy McAdams
- Roman Podhora (VF : Yann Pichon) : Michael Brennan
- Shauna Kain (es) (VF : Camille Devrelle) : Rebecca Kennan
- Don Thompson (VF : Cyrille Monge) : Andrew Gaines
- Kimberley Warnat (VF : Ludivine Maffren) : Colleen Brennan
- Adam Battrick : Trey

 Source et légende : version française (VF) sur RS Doublage et selon le carton du doublage français télévisuel.